# Sonic R
Sonic R (яп. ソニックR Соникку А:ру) — гоночная игра серии Sonic the Hedgehog. Разработана компаниями Traveller’s Tales и Sonic Team, издана Sega для консоли Sega Saturn в 1997 году. Через год была портирована на Windows, а в 2005 году вошла в сборник Sonic Gems Collection для консолей GameCube и PlayStation 2.
Для участия в гонках на выбор игроку предоставлены десять персонажей серии игр Sonic the Hedgehog. Сюжетная линия связана с командой героев, которые должны победить доктора Роботника и не дать ему украсть Изумруды Хаоса, нужные злодею для порабощения мира.
Игра была неоднозначно оценена игровой прессой. Из достоинств Sonic R журналистами отмечалась неплохая по тем временам трёхмерная графика, но плохое управление и короткое прохождение заставляло журналистов снижать оценки проекту. Последующие переиздания получили нейтральные отзывы.

## Игровой процесс

Соник на уровне «Radiant Emerald». Heads-Up Display показывает количество колец, карту локации, счётчик пройденных кругов и место персонажей в списке первенства

Sonic R является трёхмерной гоночной игрой. По сюжету ёж Соник и лисёнок Тейлз планировали отдохнуть, но этим планам помешала реклама проведения Всемирного Гран-при. Поначалу герои не были заинтересованы в мероприятии и не собирались принимать участие, но позже Соник узнаёт, что в гонке принимает участие доктор Роботник. Позднее главные герои узнают, что злой учёный нашёл местонахождение редких и мощных Изумрудов Хаоса, с помощью которых он собирается покорить мир, а Всемирный Гран-при является ловушкой, чтобы отвлечь внимание синего ежа. Соник и Тейлз, а также ехидна Наклз и ежиха Эми принимают решение участвовать в гонке. Главный приз — Изумруды Хаоса.
В целом игровой процесс похож на другую серию гоночных игр — Mario Kart, где нужно управлять персонажем на картингах; однако здесь акцент сделан на прыжки и разведку, поскольку в каждой трассе существуют альтернативные маршруты и скрытые пути. Игрок может выбрать одного из десяти персонажей серии и участвовать в гонке на одной из пяти доступных трасс («Resort Island», «Radical City», «Regal Ruin», «Reactive Factory» и «Radiant Emerald»), созданные в стиле первых игр про Соника. Победителем считается тот герой, который первым пришёл к финишу. Существует также многопользовательский режим «Time Attack», где одному или нескольким игрокам нужно пройти уровень за короткое время. Возможна игра как вперёд, так и в обратном направлении. В режиме «Get Balloon» нужно собрать пять шариков, разбросанных на локации, за как можно меньшее время, а в многопользовательском варианте — первым собрать их. Есть ещё один режим — «Tag», в котором игроку нужно догнать и остановить соперников путём прикосновения к ним.
Во время прохождения каждой трассы игрок может собирать предметы, разбросанные на различных участках уровней. На некоторых участках с помощью колец можно получить временное увеличение скорости или возможность открывать двери, помогающие сократить маршрут; бонусы в виде эмблем помогают ходить по воде или быть неуязвимым. Найдя Изумруды Хаоса на каждом уровне, можно разблокировать недоступных героев: заклятого врага синего ежа доктора Роботника, передвигающегося в специальном аппарате «Эггмобиль»; металлическую копию Соника Метал Соника, Тейлз Долла, Метал Наклза, а также Супер Соника и робота Эгг-Робо. Кроме того, у каждого персонажа есть свои определённые способности и навыки, например, Соник может быстро бегать, а Наклз может парить в воздухе. В игре также присутствуют несколько погодных эффектов.

## Разработка и выход игры
После окончания разработки Sonic 3D представители Sega попросили разработчиков из Traveller’s Tales выпустить новую игру про Соника в жанре гонки. До этого программист Джон Бёртон создал новый трёхмерный игровой движок, который позже будет использован в Sonic R. Фактически разработка началась в феврале 1997 года совместными усилиями Traveller’s Tales и Sonic Team. Дизайнеры из Sonic Team отвечали за создание гоночных трасс и создали концепцию игры, в то время как люди из Traveller’s Tales были ответственны за программирование. При этом разработчики старались поддерживать частоту кадров в пределах 30 кадров в секунду и старались полностью использовать все возможности консоли Sega Saturn. По словам программиста Джона Бёртона, для создания графики применялся особый графический метод, описанный как «12 прозрачных слоёв», который может быть использован только на консоли от Sega.
Впервые Sonic R демонстрировалась на июньской выставке Electronic Entertainment Expo в городе Атланта. К этому времени игра была завершена на 40 процентов. Релиз проекта на консоль Sega Saturn состоялся в 1997 году. Фактически это первая игра серии Sonic the Hedgehog, полностью выполненная в трёхмерной графике. Портированная версия игры на Windows с улучшениями в графике была выпущена на год позже, чем версия на Sega Saturn — в 1998 году. В отличие от оригинала, на уровнях автоматически изменяются погодные условия и время суток. Погодные условия можно выбрать вручную в настройках игры. Появился новый ракурс камеры и новое освещение на уровне «Radiant Emerald». Многопользовательский режим стал поддерживать до четырёх игроков, а также игру по сети.
Sonic R позже вошла в следующие сборники игр: Arcade Collection (2000), Sonic Action Pack (2000), Sonic Action 4 Pack (2001), Twin Pack: Sonic 3D Blast & Sonic R (2002) и Sega PC Mega Pack (2003). Все данные сборники предназначались для Windows. В 2005 году на консолях GameCube и PlayStation 2 выходит Sonic Gems Collection — ещё один сборник игр, куда вошла Sonic R. В этой версии присутствуют те же улучшения, что и в версии для персонального компьютера, однако отсутствует режим сетевой игры, а в выпуске для PlayStation 2 возможность многопользовательской игры была уменьшена с четырёх игроков до двух по причинам ограниченного количества слотов для подключения геймпадов в консоли.

## Музыка
Музыкальное сопровождение было создано композитором Ричардом Джейксом, ранее работавшим над саундтреком игры Sonic 3D для персонального компьютера и Sega Saturn. В течение всего марта 1997 года в Sega Digital Studios и Metropolis Studios записывались мелодии для игры. До этого Джейкс посетил Японию, где встретился с продюсером серии Юдзи Накой и обсудил с ним написание музыки к новой игре. Главе Sonic Team была представлена песня для проекта «Super Sonic Racing», спетая певицей Терезой Джейн Дэвис, более известной как Ти Джей Дэвис. Наке настолько понравился её голос, что попросил Джейкса написать слова к песням специально для неё. В интервью журналу Sega Saturn Magazine композитор заявил, что с помощью слов и вокала в музыке он таким способом решил привлечь новых игроков и визуально дополнить игровой процесс Sonic R.
После выхода игры в Японии был выпущен альбом Sonic R (яп. ソニックR Соникку А:ру), изданный 21 января 1998 года лейблом Marvelous Entertainment. Альбом содержит 12 треков, состоящий из двух отдельных миксов для каждого уровня: один с вокалом, а другой — без него. На обложке присутствует новый дизайн Соника, который впервые появился в игре Sonic Adventure. Помимо основного альбома, музыка из Sonic R присутствовала в других альбомах: SonicTeam „PowerPlay“ ~Best Songs from SonicTeam~ (1998), Club Sega 2 ~Beat Grooves~ (1999), Sonic the Hedgehog 10th Anniversary (2001), Segacon -The Best of Sega Game Music- Vol.2 (2001), Sega Saturn History ~Saturn Was Young~ Last Volume (2004), True Blue: The Best of Sonic the Hedgehog (2008), Sonic Generations: 20 Years of Sonic Music (2011), History of Sonic Music 20th Anniversary Edition (2011), Sonic Generations Original Soundtrack Blue Blur (2012) и Sonic the Hedgehog 25th Anniversary Selection (2016)
| №   | Название                              | Текст песни   | Музыка        | Исполнитель   | Длительность |
| --- | ------------------------------------- | ------------- | ------------- | ------------- | ------------ |
| 1.  | «Can You Feel the Sunshine?»          | Ричард Джейкс | Ричард Джейкс | Ти Джей Дэвис | 5:04         |
| 2.  | «Living in the City»                  | Ричард Джейкс | Ричард Джейкс | Ти Джей Дэвис | 4:47         |
| 3.  | «Back in Time»                        | Ричард Джейкс | Ричард Джейкс | Ти Джей Дэвис | 4:32         |
| 4.  | «Work it Out»                         | Ричард Джейкс | Ричард Джейкс | Ти Джей Дэвис | 4:38         |
| 5.  | «Diamond in the Sky»                  | Ричард Джейкс | Ричард Джейкс | Ти Джей Дэвис | 4:55         |
| 6.  | «Super Sonic Racing»                  | Ричард Джейкс | Ричард Джейкс | Ти Джей Дэвис | 4:03         |
| 7.  | «You’re My Number One»                | Ричард Джейкс | Ричард Джейкс | Ти Джей Дэвис | 4:00         |
| 8.  | «Start Fanfare»                       |               | Ричард Джейкс |               | 0:08         |
| 9.  | «End Fanfare»                         |               | Ричард Джейкс |               | 0:11         |
| 10. | «Options Screen»                      |               | Ричард Джейкс |               | 0:57         |
| 11. | «Work it Out» (Red Raw Mix)           |               |               |               | 7:24         |
| 12. | «Super Sonic Racing» (X-TRA Club Mix) |               |               |               | 6:04         |

## Оценки и мнения
| Сводный рейтинг       | Сводный рейтинг | Сводный рейтинг |
| Издание               | Оценка          | Оценка          |
| Издание               | PC              | Saturn          |
| --------------------- | --------------- | --------------- |
| GameRankings          | 70 %            | 68,92 %         |
| MobyRank              | 61/100          | 70/100          |
| Иноязычные издания    |                 |                 |
| Издание               | Оценка          | Оценка          |
| Издание               | PC              | Saturn          |
| AllGame               | [ 36 ]          | [ 11 ]          |
| Edge                  |                 | 8/10            |
| EGM                   |                 | 7,75/10         |
| GamePro               | [ 39 ]          | 2,75/5          |
| GameRevolution        |                 | C-              |
| GameSpot              |                 | 5,6/10          |
| Русскоязычные издания |                 |                 |
| Издание               | Оценка          | Оценка          |
| Издание               | PC              | Saturn          |
| «Страна игр»          |                 | 8/10            |

Sonic R получила противоречивые отзывы от критиков. Некоторые рецензенты отнесли к плюсам трассы и качество графики, но, в то же время, ряд журналистов были разочарованы в игре из-за неудобного управления и короткого прохождения. На сайте-агрегаторе GameRankings оригинальная версия для Sega Saturn имеет среднюю оценку 68,92 %, а для персональных компьютеров под управлением Windows — 70 %. На MobyGames опубликована схожая статистика: 70 баллов для Saturn и 61 балл для Windows.
Разностороннюю реакцию получил игровой процесс Sonic R: журналисты в основном хвалили разнообразие режимов и персонажей, но были огорчены неудобным управлением и коротким прохождением. Обозреватель из GamePro пришёл к выводу, что «Sonic R не предлагает достаточного разнообразия геймплея в гонках и быстро теряет свою привлекательность». Обозревая компьютерную версию, Питера Сициу разочаровало качество портирования игры с консоли, потому что она не была полностью адаптирована для работы под Windows. По его словам, управление персонажами с помощью клавиатуры, джойстика и даже самого геймпада не даёт нормально проходить гонки. Райан Макдональд из GameSpot сказал, что игра «настолько коротка, что вы, вероятно, закончите её в тот же день, в который взяли». Критик из Game Revolution отметил, что игра «мало чем отличается» от обычных гоночных игр и весьма критически отозвался о «хитром и неточном» управлении. В обзоре журналист отметил, что после релизов Sonic 3D, Sonic R и сборника Sonic Jam, разработчики вряд ли создадут лучшую игру про Соника, которая радовала бы всех. Низкую оценку игре дал обозреватель из сайта AllGame Кэл Нгайэн. Он считает, что после вышеперечисленных недостатков название Sonic R должно было дополниться фразой «Соник, покойся с миром!». В итоге критик назвал релиз проекта «издевательством над франшизой» и «обманом со стороны маркетологов». Однако другой рецензент, Шав Сакенхейм, обозревая оригинал для Sega Saturn, поставил игре оценку 4 звезды из 5 возможных. Он сравнил Sonic R с двумя другими частями серии, которые выходили на консоль пятого поколения: Sonic 3D и сборник Sonic Jam. Из трёх игр критик выбрал именно гонки, хотя и разочаровался из-за быстрого прохождения. Обозреватель российского журнала «Страна игр» отнёс к плюсам полную свободу в трёхмерном мире и различные возможности персонажей, но всё так же критиковал «сверхчувствительное управление».
Позитивные отзывы журналистов звучали в сторону графики Sonic R. Сициу хорошо отозвался о работе программы Direct3D в компьютерной версии, благодаря которой картинка на мониторе становится ярче и чётче, а также отнёс к плюсам набор персонажей и многочисленные варианты трасс. Нгайэн считает трёхмерную графику игры лучшей, чем в Die Hard Trilogy, и похвалил за неплохие эффекты дождя и снега, однако обратил внимание на графические недоработки и неудобную карту, затрудняющую прохождение локаций. Обозреватель Game Revolution охарактеризовал графику, как «довольно изящную» и положительно отозвался об эффектах дождя и открытых трассах, на которых игрок может собрать различные вещи, хотя заметил, что этот сбор предметов означает отказ от победы в гонке. Сакенхейм заявил, что недостатки игры во многом компенсировались «высоким качеством текстур и отсутствием глюков», а также секретами, спрятанными на локациях. Схожее мнение высказал и Макдональд, который, несмотря на незначительные недоработки, был под впечатлением от чувства скорости. В «Стране игр» к достоинствам так же отнесли отличную графику и уровни, заметив: «Они [трассы] красочны и разнообразны, а самое главное, графически выполнены безукоризненно». С другой же стороны, рецензент выразил разочарование касательно малого количества уровней и секретов.
Разносторонние оценки получило музыкальное сопровождение игры. Нгайэн в своём обзоре назвал песни «довольно забавными» и похожими на мелодии из тогда ещё не вышедшей Sonic Adventure, но было отмечено, что поп-музыка совершенно не походит для подобных гоночных игр. Обозреватель из Game Revolution оставил крайне негативный отзыв, заметив, что «с текстами вроде „Можете ли вы почувствовать солнце, которое скрасит ваш день“, вы чувствуете, что Дисней внезапно захватил мир и гестапо мышей заставляет вас всё время улыбаться»; его настолько разочаровал саундтрек, что он вообще посоветовал разработчикам «застрелить» вокалистку, а создатель данной музыки «должен быть расстрелян, сожжён заживо на костре, оживлён, нарезан на много маленьких кусочков и подан плотоядным слизнякам». Не согласен с этим мнением был Макдональд, который похвалил творчество Ричарда Джейкса и Ти Джей Дэвис и посоветовал побольше создавать мелодий для компьютерных игр с вокалом. Сакенхейм так же похвалил игру за «вдохновенный саундтрек». В журнале «Страна игр» использование полноценных песен со словами назвали «слишком необычным для гонки» и заметили, что игроки могут со временем полюбить композиции, но этого может и не случиться никогда.
Sonic R, включённая в сборник Sonic Gems Collection, получила отрицательные отзывы от критиков, которые называли её клоном Mario Kart. ScrewAttack в январе 2008 года назвал Sonic R самой худшей игрой серии Sonic the Hedgehog. Том Бромвелл из Eurogamer критиковал игру за неудобное управление, назвав её «странной», потому что «каждый персонаж фактически управляется как автомобиль». Негативный отзыв об управлении оставил Джереми Пэриш из 1UP.com, посчитавший, что из-за него невозможно нормально проходить гонки; критик добавил к этому недостатку наличие зернистой графики. Представитель сайта GameSpy утверждал, что игра «работает лучше в теории, чем на практике», но эта проблема не мешает играть. Похожее мнение выразил Хуан Кастро из IGN. Он отметил, что в здесь представлены лучшие идеи, которые могли хоть как-то разнообразить игровой процесс, но их сгубила реализация. Кроме того, журналист высоко оценил музыкальное сопровождение, созданное Ричардом Джейксом. По его словам, только в Sonic R звучат песни с весёлой музыкой, которых нет в других видеоиграх.

### Влияние
После выхода Sonic R издатель Sega долгое время не выпускал игр про Соника в жанре гонки. Однако в 2005 году сотрудник Sonic Team Такаси Юда заявил, что поклонники синего ежа хотят видеть гоночную игру в стиле Sonic R. Менее чем через год после данного заявления  студия действительно выпустила игру Sonic Riders, но здесь игрок управляет персонажами на воздушных досках. Несмотря на плохие отзывы со стороны критиков, проект оказался успешным, и Sega издала ещё два сиквела — Sonic Riders: Zero Gravity и Sonic Free Riders, а также при поддержке компании Sumo Digital разработала две аркадных гонки для серии Sega Superstars — Sonic & Sega All-Stars Racing и Sonic & All-Stars Racing Transformed.
Особенную популярность среди фанатов серии получил персонаж Тейлз Долл; согласно городской легенде, он имеет проклятие, из-за которого кукла-робот может вылезти из экрана телевизора или зеркала и убить человека.